# ジュエル
ジュエル（ジュエル・キルヒャー、Jewel Kilcher、1974年5月23日 - ）は、アメリカ合衆国のシンガー・ソングライター。他に詩人や女優などのキャリアも持つ。

## 略歴
ドイツ系スイス人の祖父が1941年にアメリカ合衆国ユタ州ペイソンに移住し、そこでジュエルは生まれた。まもなくアラスカ州ホーマーに転居し、そこで父に育てられる。幼少の頃より父とステージに立ち、また祖父からはヨーデルを学んだ。
やがてギターを手に歌うようになっていく一方で、奨学金を得てインターローシェン芸術学院へ進学、オペラを専攻する。自ら歌を書き始めたのは、在学中の17歳の頃である。
卒業後は母の住むカリフォルニア州サンディエゴに移るが、本格的な音楽活動を始めると同時にホームレスとしての極貧生活を選ぶ。バンに寝泊まりし、Kマートで体を洗い、路上でライヴを行った。この間の喫茶店での演奏が評判となり、口コミでジュエルの名は少しずつ広まっていった。恋人であったスティーブ・ポルツと彼のバンドであるラグバーンズとの出会いもこの時である。ポルツとは後に「ユー・ワー・メント・フォー・ミー」で共演した。
喫茶店での出演がきっかけでアトランティック・レコードと契約し、1994年にデビュー・アルバム『心のかけら』を発表。ビルボードチャートに最高4位、2年にわたってチャート・インし、アメリカだけで1200万枚を売り上げた。
2003年にはこれまでのフォーク路線とは異なるダンス・ポップ調のシングル「イントゥイション」を発表。
2021年、アメリカ版『ザ・マスクド・シンガー』第6シーズンにクイーン・オブ・ハーツとして出場し、優勝。終了後には番組内で歌った曲を収録したEPを発売した。

## ディスコグラフィ

### アルバム
| 1995                                      | Pieces of You               | - 発売日: 1995年2月28日 - レーベル: Atlantic - 全米売上: 875.3万枚  | 4  | 5   | 2  | 69  | 12 | 1  | 20 | 82  | - US: 12× プラチナ - AUS: 6× プラチナ - CAN: 8× プラチナ |
| 1998                                      | Spirit                      | - 発売日: 1998年11月17日 - レーベル: Atlantic - 全米売上: 370万枚   | 3  | 5   | 6  | 52  | 16 | 4  | 53 | 54  | - US: 4× プラチナ - AUS: 3× プラチナ                     |
| 2001                                      | This Way                    | - 発売日: 2001年11月13日 - レーベル: Atlantic - 全米売上: 157.8万枚 | 9  | 6   | 26 | 41  | 15 | 26 | 30 | 26  | - US: プラチナ - AUS: プラチナ - CAN: プラチナ           |
| 2003                                      | 0304                        | - 発売日: 2003年6月3日 - レーベル: Atlantic - 全米売上: 77.1万枚    | 2  | 10  | 9  | 141 | 12 | 16 | 56 | 79  | - US: ゴールド - AUS: ゴールド - CAN: ゴールド           |
| 2006                                      | Goodbye Alice in Wonderland | - 発売日: 2006年5月2日 - レーベル: Atlantic - 全米売上: 37.7万枚    | 8  | 17  | —  | —   | 33 | 36 | 42 | 114 |                                                          |
| 2008                                      | Perfectly Clear             | - 発売日: 2008年6月3日 - レーベル: Atlantic - 全米売上: 24万枚      | 8  | 112 | 28 | —   | —  | —  | —  | —   |                                                          |
| 2010                                      | Sweet and Wild              | - 発売日: 2010年6月8日 - レーベル: Valory - 全米売上: 7.6万枚       | 11 | 179 | —  | —   | —  | —  | —  | —   |                                                          |
| 2015                                      | Picking Up the Pieces       | - 発売日: 2015年9月11日 - レーベル: Sugar Hill                      | 28 | 75  | —  | —   | —  | —  | —  | —   |                                                          |
| "—"は未発売またはチャート圏外を意味する。 |                             |                                                                     |    |     |    |     |    |    |    |     |                                                          |

## 映画・ドラマ
- シビル・ガン 楽園をください - Ride with the Devil (1999)
- リフォーム探偵シャノン  - Fixer Upper Mysteries (2017)

## 著書
- A Night Without Armor (1998)
- Chasing Down the Dawn (2000)